# 유엔 밀레니엄 선언
2000년 9월 8일, 유엔 본부의 세계 지도자들에 대한 3일 간의 밀레니엄 정상 회의 이후 총회는 밀레니엄 선언을 채택했다. 결의안의 후속 결과는 2000년 12월 14일 총회에서 통과되어 이행을 인도했다. 선언의 이행에 관한 진전은 2005년 세계 정상 회의에서 검토되었다.

## 챕터
밀레니엄 선언은 189 의 세계 지도자들이 정상 회담에서 채택한 8개의 장과 주요 목표를 가지고 있다: 비엔나 선언 및 행동 계획 이후의 선언은 UN 헌장의 원리와 지속 가능한 개발에 관한 조약 하에 국제 인권법과 국제 인도주의 법률의 준수를 강요한다. 선언문은 또한 올림픽 휴전 협조 사항을 개별적으로 또는 집단적으로 준수할 것을 촉구한다.
1. 가치와 원칙
- 자유
- 평등
- 연대
- 인내
- 자연에 대한 존중-"지속 가능한 개발의 교훈에 따라 모든 생물 종과 천연 자원을 관리하는 표시"
- 공동 책임

2. 평화, 보안 및 군비 축소
3. 발전 빛 빈곤 퇴치
4. 공동 환경 보호
5. 인권, 민주주의와 좋은 거버넌스
6. 취약점 보호
7. 아프리카의 특수 요구 충족
8. UN 강화

## 같이 보기
- 사회개발위원회
- 미국
- 밀레니엄 Summit
- 2005년 세계 정상 회담
- 밀레니엄 개발 목표
- 비엔나선언과 행동 계획의

## 참고 문헌
UN (8 September 2000). United Nations Millennium Declaration. 55/2. United Nations General Assembly.